# خيرونيمو لويس دي كابريرا
خيرونيمو لويس دي كابريرا (بالإسبانية: Jerónimo Luis de Cabrera)‏ هو مستكشف إسباني، ولد في 1528 في إشبيلية في إسبانيا، وتوفي في 17 أغسطس 1574 في سانتياغو ديل استيرو في الأرجنتين بسبب كسارة الأعناق.